# أوبي (اسم)
أَوْبِي هو اسم علم مذكر من أصل عربي، ومعناه هو نسبة إلى أََوْب وهو الرجوع والتوبة والقصد والاستقامة.